# Delias chimbu
Delias chimbu is een vlindersoort uit de familie van de Pieridae (witjes), onderfamilie Pierinae.
Delias chimbu werd in 1986 beschreven door Orr & Sibatani.